# Herman Verlinde
Herman Louis Verlinde (* 21. Januar 1962 in Woudenberg) ist ein niederländischer Physiker, der sich mit Stringtheorie beschäftigt.

## Leben und Wirken
Herman Verlinde besuchte das Gymnasium in Utrecht und studierte dann ab 1980 an der Universität Utrecht, wo er 1988 bei Gerardus ’t Hooft promoviert wurde („The path integral formulation of supersymmetric string theory“). Danach war er ab 1988 an der Princeton University, wo er 1990 Assistant Professor wurde. Ab 1994 war er an der Universität Amsterdam, wo er 1995 Professor wurde. Ab 1998 ist er Professor in Princeton. 1997 war er Mitorganisator der „Strings 97“-Konferenz in Amsterdam.
Er war von 1994 bis 1997 Sloan Research Fellow und von 1994 bis 1998 Fellow der Königlich-Niederländischen Akademie der Wissenschaften.
Herman Verlinde ist der Zwillingsbruder von Erik Verlinde, der ebenfalls als Stringtheoretiker bekannt ist und mit dem er teilweise zusammenarbeitete.